# Poliuretà
Poliuretà (PUR) és el nom genèric que reben un grup molt extens de polímers orgànics amb composicions i propietats molt variades. Tots ells tenen en comú que son sintetitzats per poliaddició de (poli)isocianats amb poli(alcohols). El que dona el nom a aquest grup de polímers és el grup uretà, també conegut com a carbamat, que uneix, típicament, cadenes de polièter i/o polièster.
Els poliuretans són utilitzats en la producció de polímers termoestables, per a la fabricació d'escumes rígides i flexibles, de polímers termoplàstics, amb aplicacions en recobriments, adhesius i fibres, i en la fabricació de materials elastòmers.

## Història

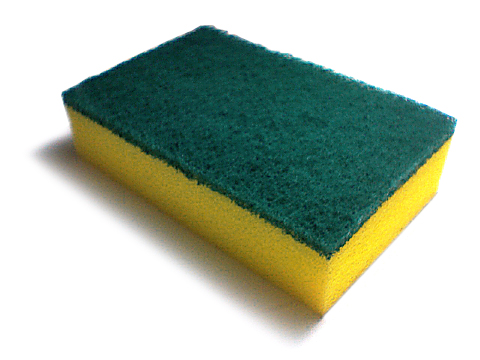
Esponja de poliuretà flexible

Otto Bayer i els seus companys de treball d'I.G. Farben a Leverkusen, Alemanya, van sintetitzar per primera vegada poliuretans el 1937. Aquests nous polímers tenien alguns avantatges sobre els plàstics existents que es fabricaven per polimerització d'olefines, o per policondensació. El treball inicial es va centrar en la producció de fibres i escumes flexibles i es van aplicar a baixa escala per a recobriments d'avions durant la Segona Guerra Mundial. Poliisocianats que es va començar a comercialitzar el 1952 i la producció d'escuma de poliuretà flexible es va iniciar en 1954 amb diisocianat de toluè (TDI) i poliols de polièster. Aquests materials també es van utilitzar per produir escumes rígides, de goma, goma i elastòmers. Fibres lineals es produeixen a partir de diisocianat de hexametilè (HDI) i 1,4-butanodiol (BDO). El 1956, DuPont va introduir polièteres, especialment poli (tetrametilen èter) glicol i BASF i Dow Chemical van començar a vendre polialquilenglicoles el 1957. Els poliols de polièter són més barats, més fàcils de manejar i més resistent a l'aigua que els poliols de polièster, i es va fer més popular. Union Carbide i Mobay, una aliança d'empreses Monsanto / Bayer EUA, també van començar a fer els productes químics de poliuretà. El 1960 es van produir més de 45.000 tones mètriques d'escumes flexibles de poliuretà. La disponibilitat d'agents de bufat clorofluoroalcano, poliols de polièter de baix cost, i de metilè difenil diisocianat (MDI) permet escumes rígides de poliuretà per a ser utilitzats com a materials d'aïllament d'alt rendiment. El 1967, es van introduir uretà modificat escumes rígides de poliisocianurat, oferint estabilitat encara millor tèrmica i resistència a la inflamabilitat. Durant la dècada de 1960, els components de seguretat interior dels automòbils com ara instruments i panells de les portes van ser produïts per volta d'ompliment de pells termoplàstiques amb escuma semirígida.
El 1969, Bayer va exhibir un cotxe completament plàstic a Düsseldorf, Alemanya. Parts d'aquest cotxe, tals com la fàscia i panells de la carrosseria s'han fabricat utilitzant un nou procés anomenat RIM, emmotllament per injecció reactiva en què els reactius es van barrejar a continuació, s'injecta en un motlle. L'addició de càrregues, com ara vidre molt, mica, i fibres minerals processades va donar lloc a RIM reforçat (RRIM), que proporciona millores en el mòdul de flexió (rigidesa), la reducció en el coeficient d'expansió tèrmica i estabilitat tèrmica. Aquesta tecnologia s'utilitza per fer el primer automòbil cos de plàstic als Estats Units, el Pontiac Piero, el 1983. Altres augments en la rigidesa es van obtenir mitjançant la incorporació d'estores de vidre pre-col·loca en la cavitat del motlle RIM, també conegut àmpliament com l'emmotllament per injecció de resina o RIM estructural. A partir de la dècada de 1980, s'han utilitzat escumes flexibles microcel bufades aigua per modelar les juntes dels panells d'automòbils i els segells del filtre d'aire, en substitució de plastisol de PVC d'aplicacions d'automoció ha augmentat considerablement la quota de mercat. Les escumes de poliuretà s'utilitzen ara en les aplicacions de filtre d'oli d'alta temperatura.
L'escuma de poliuretà (incloent-hi el cautxú d'escuma) es fa de vegades l'ús de petites quantitats d'agents de bufat per donar menys escuma densa, una millor absorció d'amortiment / energia o aïllament tèrmic. A principis de 1990, pel seu impacte en la reducció de l'ozó, el Protocol de Mont-real limita l'ús de molts agents escumants que contenen clor, com ara triclorofluorometano (CFC-11). A finals de la dècada de 1990, l'ús d'agents com ara diòxid de carboni, pentà, 1,1,1,2-tetrafluoroetano (HFC-134a) i 1,1,1,3,3-pentafluoropropano (HFC-245fa) que bufa eren àmpliament utilitzats a Amèrica del Nord i la Unió Europea, encara que els agents de bufat clorats van romandre en ús en molts països en desenvolupament.
En la dècada de 1990 nou de dos components de poliuretà i híbrids de poliuretà elastòmers de poliurea es van utilitzar per a l'aspersió en el lloc de càrrega revestiments de llit i aplicacions marines militars per a la Marina dels EUA. Un poliuretà monocomponent s'especifica com recobriments d'alta durabilitat de la coberta sota la norma MIL-PRF-32171 per a la Marina dels EUA. Aquesta tècnica per al revestiment crea un compost durador i resistent a l'abrasió amb el substrat metàl·lic, i elimina la corrosió i la fragilitat associada amb la gota en revestiments termoplàstics. Els creixents costos de les matèries primeres petroquímiques i un desig públic millorat per als productes respectuosos del medi ambient verds van aixecar interès en poliols derivats d'olis vegetals. Un dels partidaris més acèrrims d'aquests poliuretans fets usant poliols naturals de petroli és la Ford Motor Company.

## Química del poliuretà
La síntesi del polímer poliuretà consisteix en una poliaddició en la que reaccionen dos components: isocianat, amb una funcionalitat més gran o igual a 2, i un alcohol (poliol), amb funcionalitat més gran o igual a 2. La reacció exotèrmica donarà com a producte poliuretà, les propietats del qual dependran, principalment, del tipus de poliol i isocianat utilitzats.
La reactivitat del grup isocianat és clau en la reacció, ja que aconsegueix que aquesta es doni en condicions molt suaus. La ressonància que es dona en aquest grup provoca una densitat de càrrega positiva sobre el carboni que el fa molt actiu front a agents nucleòfils com és el cas del component poliol.

Els isocianats poden reaccionar amb ells mateixos donant com a producte diferents oligòmers. Especialment és important la formació del trímer, anomenat isocianurat, amb funcionalitat 3. La funcionalitat del trímer, superior a 2, s'utilitza industrialment per aconseguir un major entrecreuament de les cadenes polimèriques de poliuretà i així augmentar la seva estabilitat tèrmica.

Reaccions del grup isocianat.
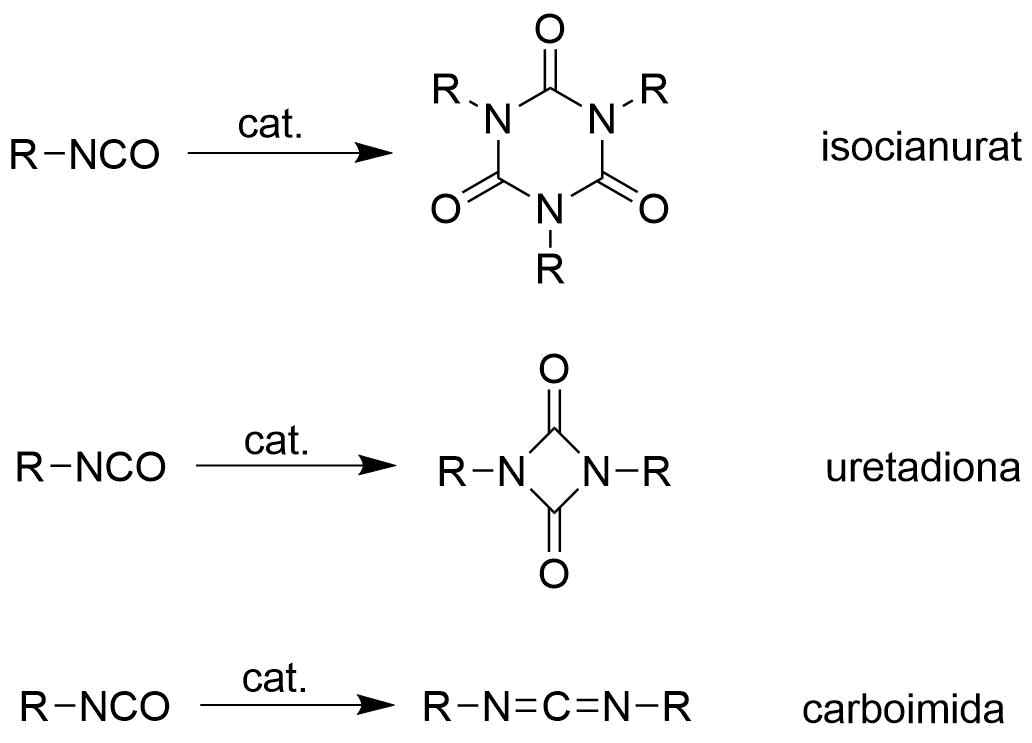
Reaccions oligomerització del grup isocianat.

## Component isocianat
El compost isocianat és el compost clau en la química dels poliuretans. Els isocianats més utilitzats en la indústria són el diisocianat de difenilmetà (MDI) i el diisocianat de toluè (TDI). Aquests components es classifiquen segons el percentatge de grups NCO i la seva funcionalitat (grups NCO que té cada molècula). La seva síntesi, descoberta per Hentschel al 1884, segueix una ruta de dues etapes. A la primera es fa reaccionar una amina primària amb fosgè, etapa en la que s'elimina àcid clorhídric i es forma clorur d'àcid carbàmic. En la segona etapa el producte de la primera etapa descompon, eliminant HCl, per donar l'isocianat.
Té una gran importància la producció de l'MDI, que dona dos tipus diferents d'isocianats, el monomèric (MMDI) i el polimèric (PMDI). La principal aplicació del MMDI és en la producció de prepolimers, escumes flexibles i poliuretans termoplàstics (TPU). En canvi, el PMDI, que es produeix en major volum que el MMDI i s'utilitza en la producció d'escumes rígides de poliuretà.
A part dels isocianatas aromàtics també s'utilitzen, encara que en menor volum, isocianats alifàtics. Són utilitzats principalment en recobriments de poliuretà resistents al clima, a la llum i a la calor. Els més emprats són l'1,6-hexametilè diisocianat (HDI) i l'isoforè diisocianat (IPDI).

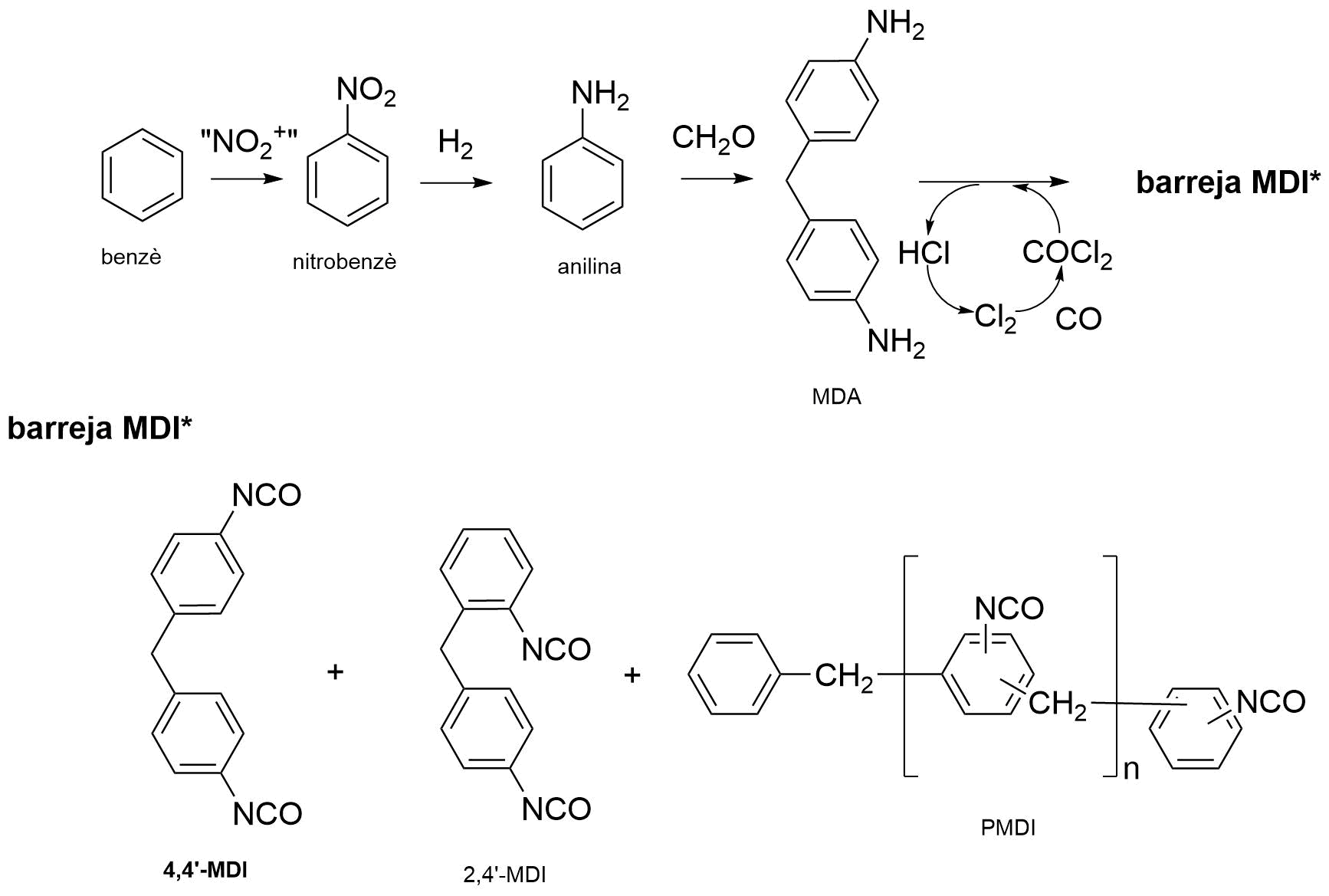
Síntesi MMDI i PMDI

## Component poliol
El component poliol és un compost polihidroxílic format típicament per polièster o poliéters.

### Poliéters

Estructura poliol de poliéter.

Són produïts per addició d'èters cíclics, típicament òxid d'etilè (EO) i óxid de propilè (PO). Els poliol amb EO terminal tindran un OH terminal que serà primari, conseqüentment tindrà una major reactivitat que un poliol amb PO terminal. Per iniciar la polimerització s'utilitzen típicament: etilenglicol, 1,2-propandiol o bisfenol A.
És important el nombre d'hidroxils, que es mesura en mg KOH/g. Aquest nombre dona una dada de com de llarga és la cadena. Cadenes llargues de poliol, normalment entorn els 100 mg KOH/g, donaran un producte més flexible. En canvi nombres d'hidroxils més alts donaran cadenes més curtes i, per tant, materials més rígids, normalment entorn els 200 mg KOH/g.

### Polièsters

Estructura poliol de polièster.

Són produïts per policondensació d'un diàcid amb un excés de diol. Els monòmers disfuncionals s’utilitzen per obtenir un polímer lineal i els monòmers amb una funcionalitat superior a dos, com la glicerina, creen cadenes ramificades. Els àcids més utilitzats són els adípics i els ftàlics. Els poliol basats en l'àcid adípic s'utilitzen en aplicacions on es vol flexibilitat, com en escumes i elastòmers flexibles. Els poliols basats en àcids ftàlics (p. ex. anhídrid ftàlic), donen lloc a cadenes rígides i s’utilitzen en escumes rígides i en recobriments d’alt rendiment

## Additius

### Agents d'expansió
Coneguts en anglès com a "blowing agents", són els additius que generaran gas dins de la matriu polimèrica permetent la creació de bombolles internes. Aquests agents són imprescindibles en la formulació d'escumes rígides i flexibles.
- Agent d'expansió químic: Aquests agents són formats paral·lelament a la reacció de poliaddició del poliuretà. Quan s'afegeix aigua a la formulació, aquesta reacciona amb l'isocianat per produir diòxid de carboni, que acturà com a agent d'expansió. L'equilibri entre la reacció polimerització i la reacció de formació de l'agent d'expansió són sesibles a diferents paràmetres com la concentració d'aigua i la de catalitzador. La reacció per generar diòxid de carboni implica que l'aigua reacciona amb un isocianat formant àcid carbàmic, que descompososa per donar diòxid de carboni i una amina. L’amina reacciona amb més isocianat per donar una urea substituïda. L’aigua té un pes molecular molt baix, de manera que, tot i que el percentatge en pes d’aigua pot ser petit, la proporció molar d’aigua pot ser elevada i es poden produir quantitats considerables d’urea. La urea no és molt soluble en la barreja de reacció i tendeix a formar fases separades de "segment dur" que consisteixen principalment en poliurea. La concentració i l’organització d’aquestes fases de poliurea poden tenir un impacte significatiu en les propietats de l'escuma de poliuretà.[22]

- Agent d'expansió físic: Són compostos amb un punt d'ebullició suficientment baix com perquè amb la calor de la reacció puguin gasificar. Alguns exemples serien el pentà o hidrocarburs parcialment fluorats.[23]

### Catalitzadors
La velocitat de la reacció de poliaddició no es veu infulenciada només pel tipus d'isocianat i poliol, sinó que també es veu influenciada pels catalitzadors presents a la formulació. Diferents tipus de catalitzadors afavoriran una reacció sobre l'altra. Els catalitzadors àcids de Lewis, típicament d'estany (p. ex. DBTDL), catalitzen la reacció entre el poliol i l'isocianat. Per altra banda tenim els catalitzadors bases de Lewis, típicament amines ternàries (p. ex. DABCO), tendeixen a afavorir la reacció entre l'aigua i l'isocianat. S'ha trobat que combinacions entre els dos tipus de catalitzadors poden donar lloc a efectes sinèrgics.

Acontinuació trobem un ejemple de cada un dels catalitzadors anteriorment esmentats:

Estructura DABCO
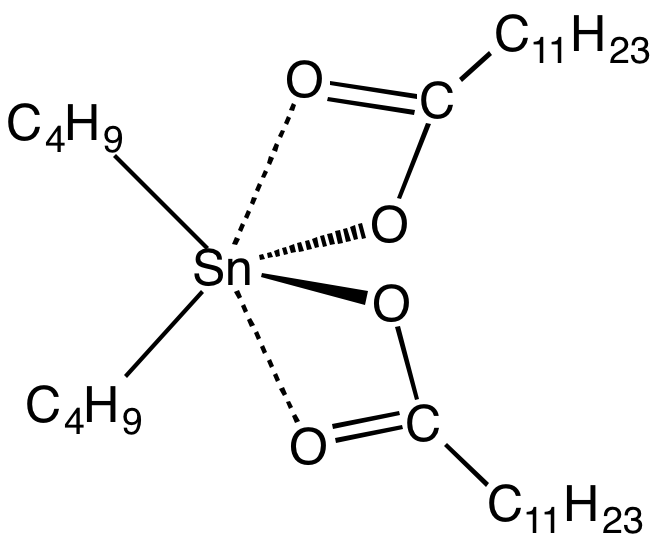
Estructura DBTDL

En aplicacions en les que es necessita una alta velocitat de polimerització, com és el cas de l'aplicació de poliuretà en spray, es solen utilitzar bases de Mannich com a catalitzadors. Aquest tipus de catalitzadors tenen un alcohol, que fa que s'incorporin a la cadena de poliuretà i també inclouen nitrogens ternaris que fa que puguin definir-se com a autocatalitzadors. A continuació trobem un ejemple d'una base de Mannich utilitzada com a autocatalitzador en formulacions d'spray de poliuretà:

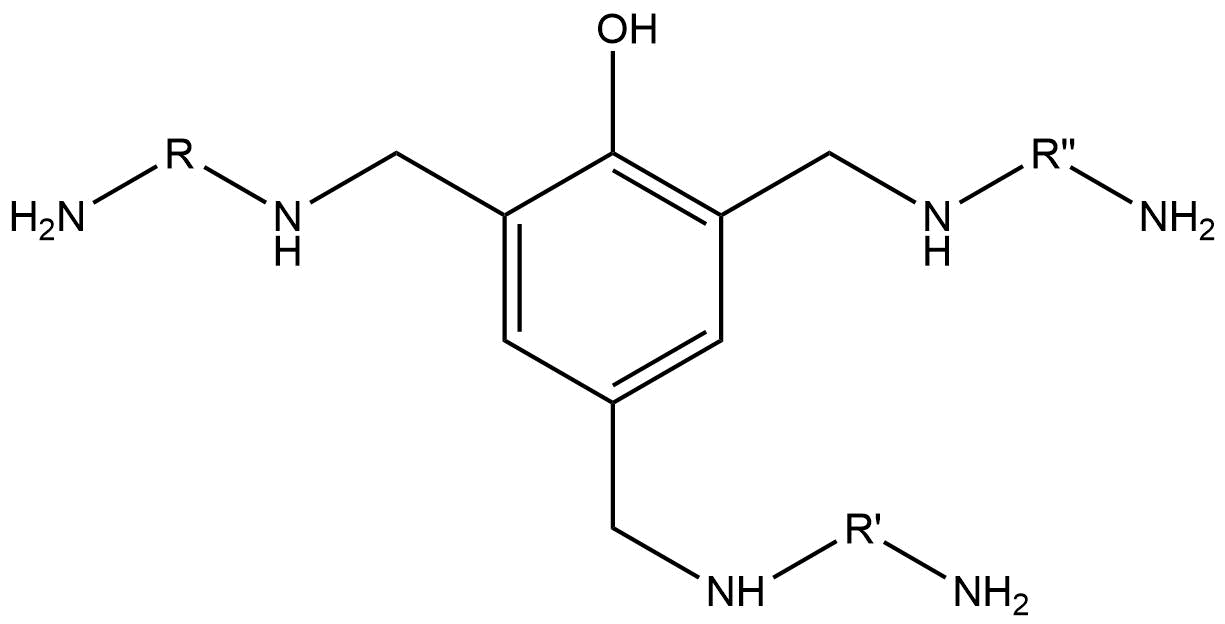
Base de Mannich autocatalítica.

### Agents d'entrecreuament i chain extenders

Estructura matriu polimèrica.

Els chain extenders i els agents d'entrecreuament són compost de baix pes molecular que s'utilitzen per millorar les propietats finals del material. En els poliuretans s'utilitzen per millorar-ne tan les propietats mecàniques com les tèrmiques. Alguns exemples de chain extenders són l'etilenglicol i el propilenglicol. Aquestes molècules augmenten la proporció de segments de cadena durs (segments vermells a la imatge de la dreta). Aquests segments augmenten la cristal·linitat del material, variant-ne les seves propietats mecàniques. Els agents d'entrecreuament, en anglès crosslinkers, augmentat el grau d'entrecruemanet de les cadenes presents al material, augmentant.ne la seva estabilitat tèrmica.

### Estabilitzadors d'escuma
Els agents estabilitzadors d'escuma són surfactants, també coneguts com a tensoactius. Són presents a les formulacions de poliuretans en forma d'escumes. Els surfactants són agents emulsificants, que regulen la mida de la cel·la (bombolla) i estabilitzen l'estructura cel·lular de les escumes evitant que aquestes col·lapsin. En altres aplicacions s'utilitzen com a agents desgasificants, evitant que es produeixin bombolles a la matriu polimèrica.